# Uruguayské peso
Uruguayské peso (španělsky peso uruguayo, množné č. pesos) je zákonným platidlem jihoamerického státu Uruguay. Název „peso“ má uruguayská měna společný s měnami několika dalších států, které bývaly španělskými koloniemi. Značka pro peso je $, ale pro rozlišení od jiných měn se za tento znak dává písmeno U ($U). ISO 4217 kód uruguayské měny je UYU, jedna setina pesa se nazývá „centésimo“, v oběhu však žádné mince v nominální hodnotě menší než 1 peso nejsou.

## Historie uruguayské měny
- Období do roku 1862 
Během španělské nadvlády se používaly na území dnešního Uruguaye španělské koloniální mince - escudo, peso, real. I po získání nezávislosti se dál používaly tyto mince, protože Uruguay neměl vlastní mincovnu. Až v roce 1840 se začaly razit národní mince, které ale stále používaly koloniální systém.
- Období 1862 – 1975
23. června 1862 byl přijat zákon, který ustanovil peso za jediné oficiální platidlo. Celý název této měny byl „PESO FUENTE“ a používalo desítkovou soustavu. Zkratka pro tuto měnu byla UYF.
- Období 1975 – 1993
Kvůli vysoké inflaci bylo v roce 1975 zavedeno nové peso, které vycházelo z původního pesa. Celý název měny byl „PESO NUEVO“ a jeho kód byl UYN. Směnný kurs byl 1 UYN = 1000 UYF.
- Období od roku 1993
V roce 1993 došlo k další měnové reformě, která zavedla „PESO URUGUAYO“, které dostalo ISO 4217 kód UYU. Toto peso vycházelo z předešlého v poměru 1 UYU = 1000 UYN.

## Mince
Současné mince jsou raženy v nominálních hodnotách 1, 2, 5 a 10 pesos. Uruguay nemá vlastní národní mincovnu, a tak se veškeré mince razí v zahraničí. Od roku 2011 jsou v oběhu dvě série mincí - starší (z roku 1994, všechny mince mají stejnou rubovou stranu, na které je podobizna uruguayského generála Josého Gervasio Artigase, mince 10 pesos byla zavedena roku 2001) a novější (do oběhu se dostala v roce 2011 a na rubových stranách mincí jsou vyobrazeny zdejší původní živočichové – pásovec, kapybara, nandu a puma).
| Hodnota  | Série 1994 | Série 2011 | Průměr [mm] | Váha [g] |
| -------- | ---------- | ---------- | ----------- | -------- |
| 1 peso   |            |            | 20,0        | 3,50     |
| 2 pesos  |            |            | 23,0        | 4,50     |
| 5 pesos  |            |            | 26,0        | 6,30     |
| 10 pesos |            |            | 28,0        | 10,4     |

## Bankovky
Bankovky pesa mají hodnoty 20, 50, 100, 200, 500, 1000 a 2000 pesos. Vyobrazené osobnosti na jednotlivých bankovkách jsou:
- 20 pesos – Juan Zorrilla de San Martín
- 50 pesos – José Pedro Varela
- 100 pesos – Eduardo Fabini
- 200 pesos – Pedro Figari
- 500 pesos – Alfredo Vázquez Acevedo
- 1000 pesos – Juana de Ibarbourú
- 2000 pesos – Dámaso Antonio Larrañaga